# Agony Island
Agony Island (weitere Bezeichnungen: Aekne Island, Aekōne Island, Ageni, Agony Islet, Aiginii, Aiginii-tō, Aikeni, Aikne, Aiqinii) ist ein kleines, langgestrecktes Motu des Likiep-Atolls der pazifischen Inselrepublik Marshallinseln.

## Geographie
Agony Island liegt im südlichen Saum des Likiep-Atolls zwischen Etoile Island am South Pass (Minami-suido) und Atotak sowie Biketokeak, bzw. der Hauptinsel Likiep. Nordöstlich der Insel liegt der Haupt-Ankerplatz des Atolls. Das winzige Entrance Island im Einlass in die Lagune ist bekannt für seinen Entrance historic cemetery. Die Insel ist unbewohnt.